# Ibana senagang
Ibana senagang Benjamin, 2014 è un ragno appartenente alla famiglia Thomisidae.
È l'unica specie nota del genere Ibana.

## Distribuzione
L'unica specie oggi nota di questo genere è stata rinvenuta nel Borneo

## Tassonomia
Dal 2014 non sono stati esaminati altri esemplari, né sono state descritte sottospecie al 2015.